# Caldas de Monchique
Caldas de Monchique, també coneguda com a Termas de Monchique, és una població termal situada a la freguesia de Monchique, del municipi de Monchique, a l'Algarve, a Portugal. Es troba al sud de la vila de Monchique, a prop de 6 km.
Les propietats terapèutiques de les aigües locals són reconegudes des del temps de l'Imperi romà, en què reberen la designació d'aigües sagrades.
Les aigües provenen de vuit deus, i són riques en bicarbonat, fluor, diòxid de silici i sodi. Brollen a temperatures entre els 27 °C i els 31,5 °C.

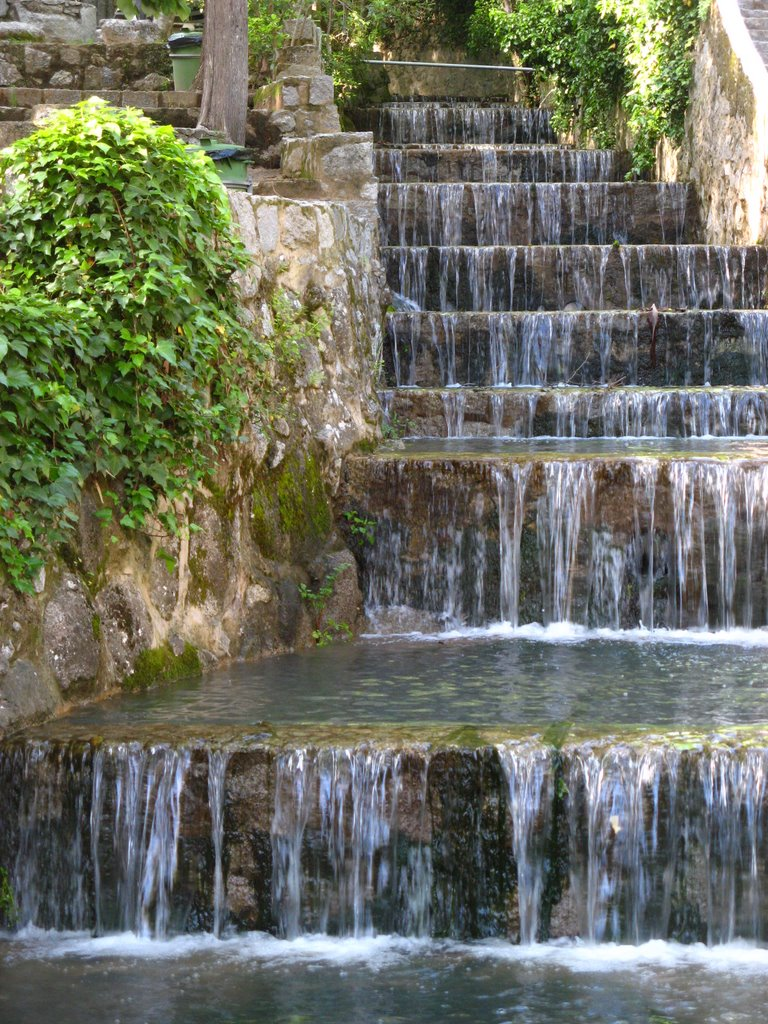
Cascada de Caldas de Monchique, el 2008

## Descripció

### Localització
Les termes de Monchique es troben a la zona interior del <i>Barlavento Algarvio</i>, a 206 m d'altitud, al vessant sud del turó de la Picota, dins la serra de Monchique.

### Font termal
Les termes de Monchique són alimentades per sis fonts d'aigua molt alcalina, amb un pH de 9.5. Forma part de la família de les aigües sulfúries primitives o sòdiques, que a Portugal també es troben a Sâo Pedro do Sud, Vizela i Aregos.
A més a més de Caldas, hi havia altres fonts termals al municipi, com ara Águas Santas da Fornalha, a la freguesia d'Alferce, i Malhada Quente, a la de Monchique.

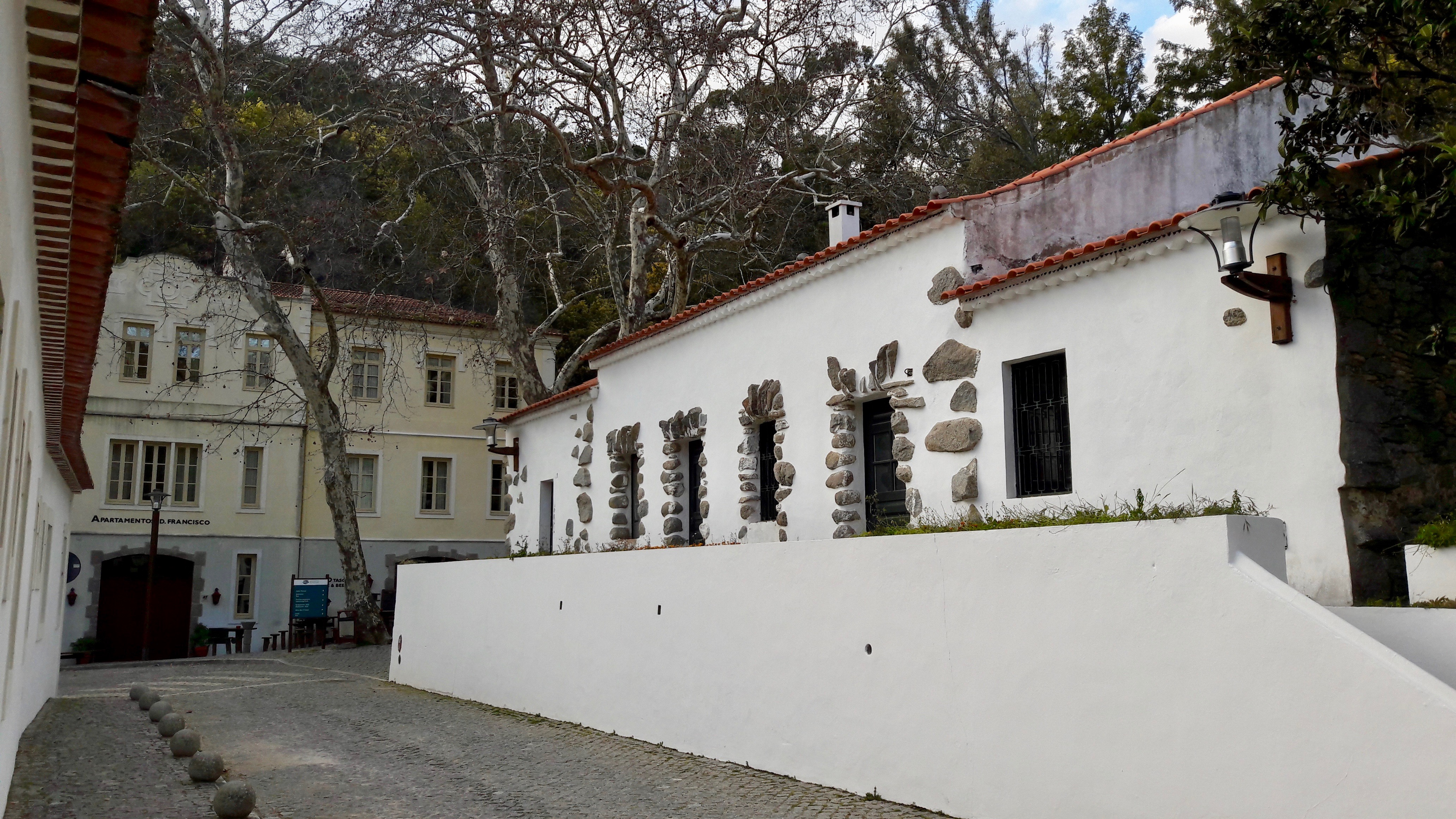
Carrer de Caldas de Monchique al 2018: es veu a l'esquerra lHospedaria Vella, al fons la Nova

### Composició
El complex ocupa un espai aproximat de 39 ha, i inclou diversos edificis i espais verds, amb recorreguts de vianants i un circuit de manteniment físic.(2)

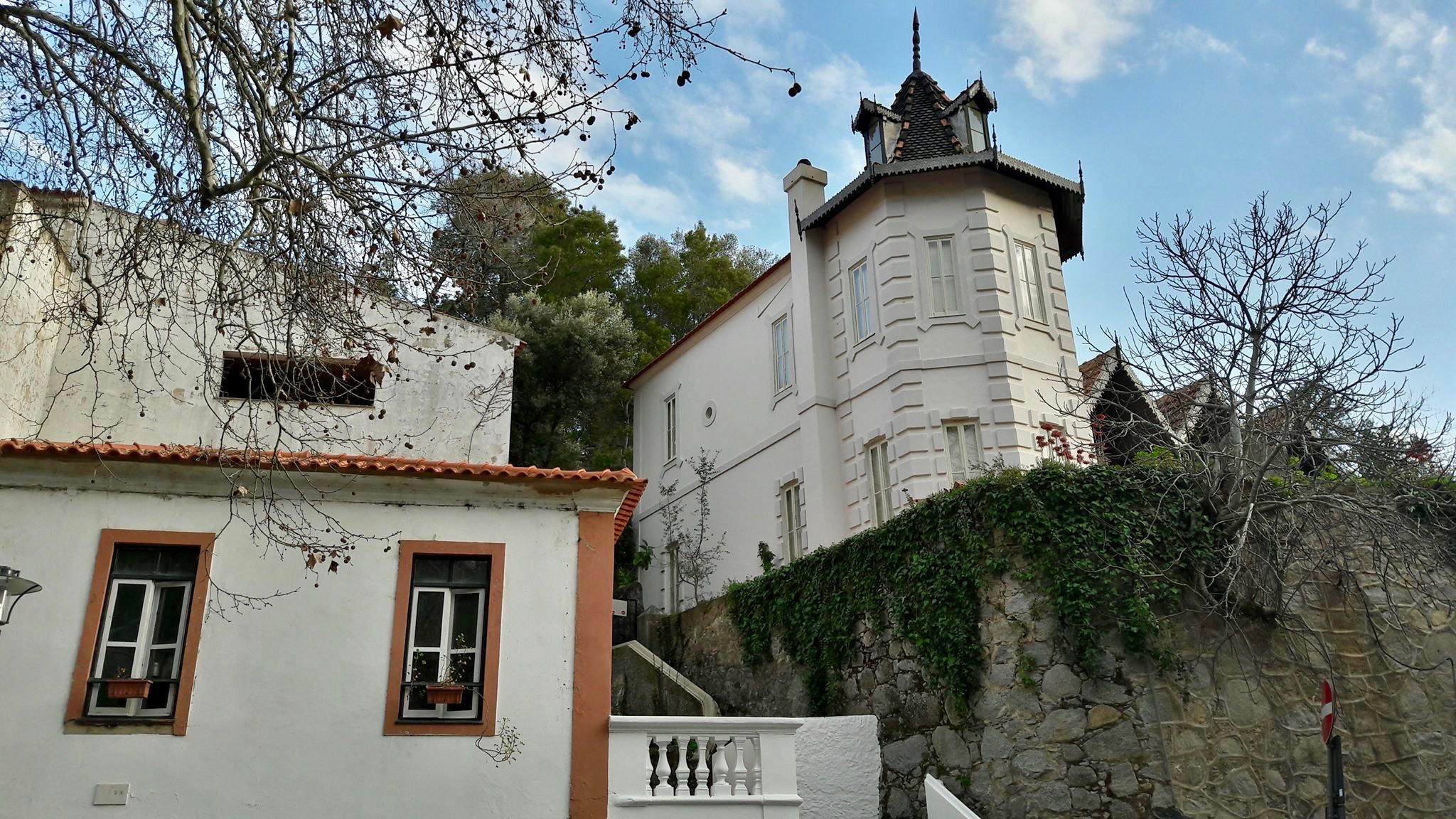
Edificis antics de les termes, a la dreta l'anomenat Chalet de Caldas

#### Xalets
Les termes de Monchique presenten un dels principals conjunts de xalets de la zona, cases que emulen l'estil dels edificis del centre d'Europa, amb teulades molt inclinades, amb elevat ús d'elements en fusta, com torrasses i miradors, i vans de forma ogival, en estil neogòtic. Aquest tipus d'edifici s'introduí a Portugal al segle xix, amb el desenvolupament de la classe mitjana i burgesa urbana, que cercà models innovadors per a les seues cases de vacances, creant un viu contrast amb les tradicionals cases de les classes més pobres.(7) El conjunt dels xalets de Caldas de Monchique és un cas particular, per les seues funcions sanitàries i les limitacions geogràfiques, i en sorgir a finals del segle, creà una miscel·lània d'estils tardoromàntic, historicista i centreeuropeu.(7) 

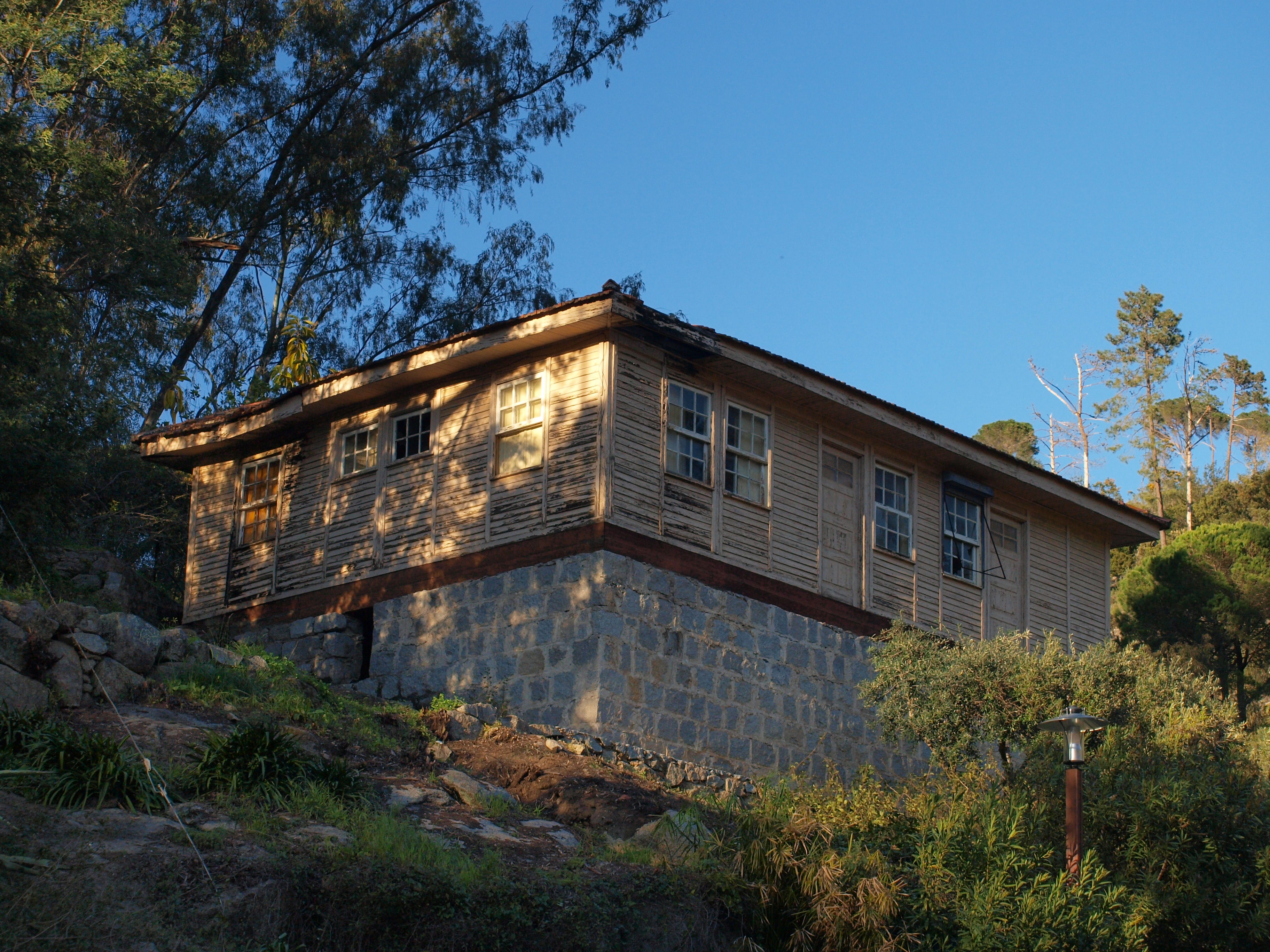
Antic edifici del Bioparc, el 2009

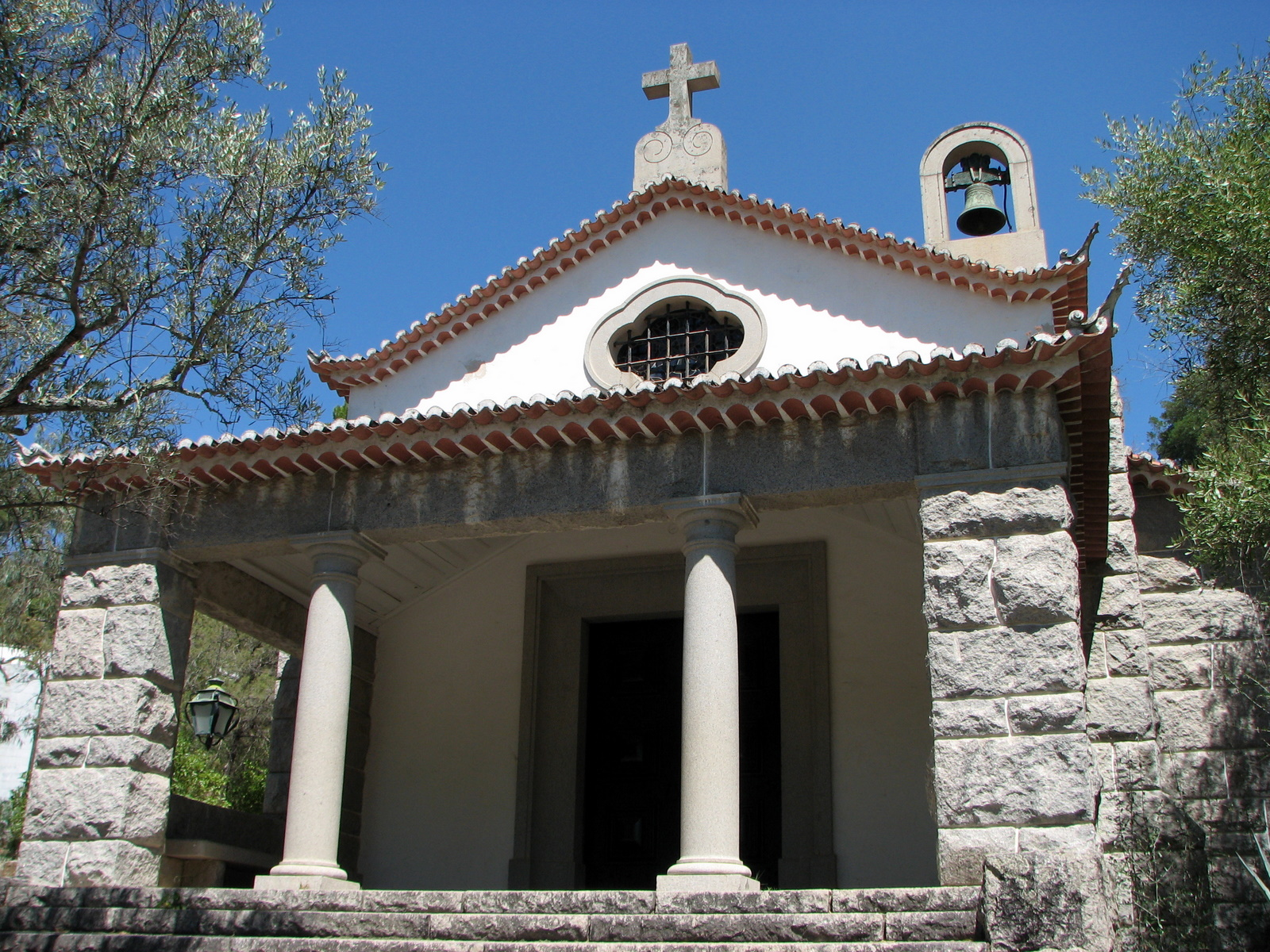
Façana de la capella, el 2007

### Unitat fabril
La zona de Caldas de Monchique inclou també una unitat d'embotellament de la Societat Aigua de Monchique, que l'octubre del 2019 ocupava 35 persones.

## Història
La zona on es troba Caldas de Monchique fou habitada almenys des del Neolític: els arqueòlegs Abel Viana, Octávio da Veiga Ferreira i José Formosinho excavaren diversos monuments funeraris d'aquell període, entre 1937 i 1949. Es trobaren setze sepultures a la necròpoli de Palmeira, set sepultures a la d'Esgravatadouro i tres a la d'Eira Cavada.(8) A més dels dòlmens, també hi aparegueren vestigis del període anterior al domini romà, com ara peces de sílex.
Les aigües de Caldas de Monchique s'aprofitaren per primera vegada durant el període romà, i continuaren sent explotades després. Hi aparegueren monedes dels períodes romà, musulmà i portugués antic, i s'hi han descobert vestigis d'edificis típics de la cronologia islàmica, la qual cosa demostra que l'ús de les termes prosseguí durant aquella època.

### Segle XV
El 1490, el rei Joan II va preguntar als seus metges quines eren les millors fonts termals del país per alleujar les seues malalties, i li suggeriren Caldas de Monchique i Óbidos.(4) Per saber quines termes eren més eficaces, ajuntaren malalts amb la mateixa malaltia del rei i s'enviaren als dos llogarets, i anà a Monchique un xic de Pêro Dias.(4) Aquest en tornà totalment curat, i per això el monarca va decidir anar-hi, tot i l'oposició d'alguns dels seus metges.(4) Va arribar a Monchique el 1495.(4) El 5 de novembre, va partir cap a Alvor, on va morir el mateix dia.(4)

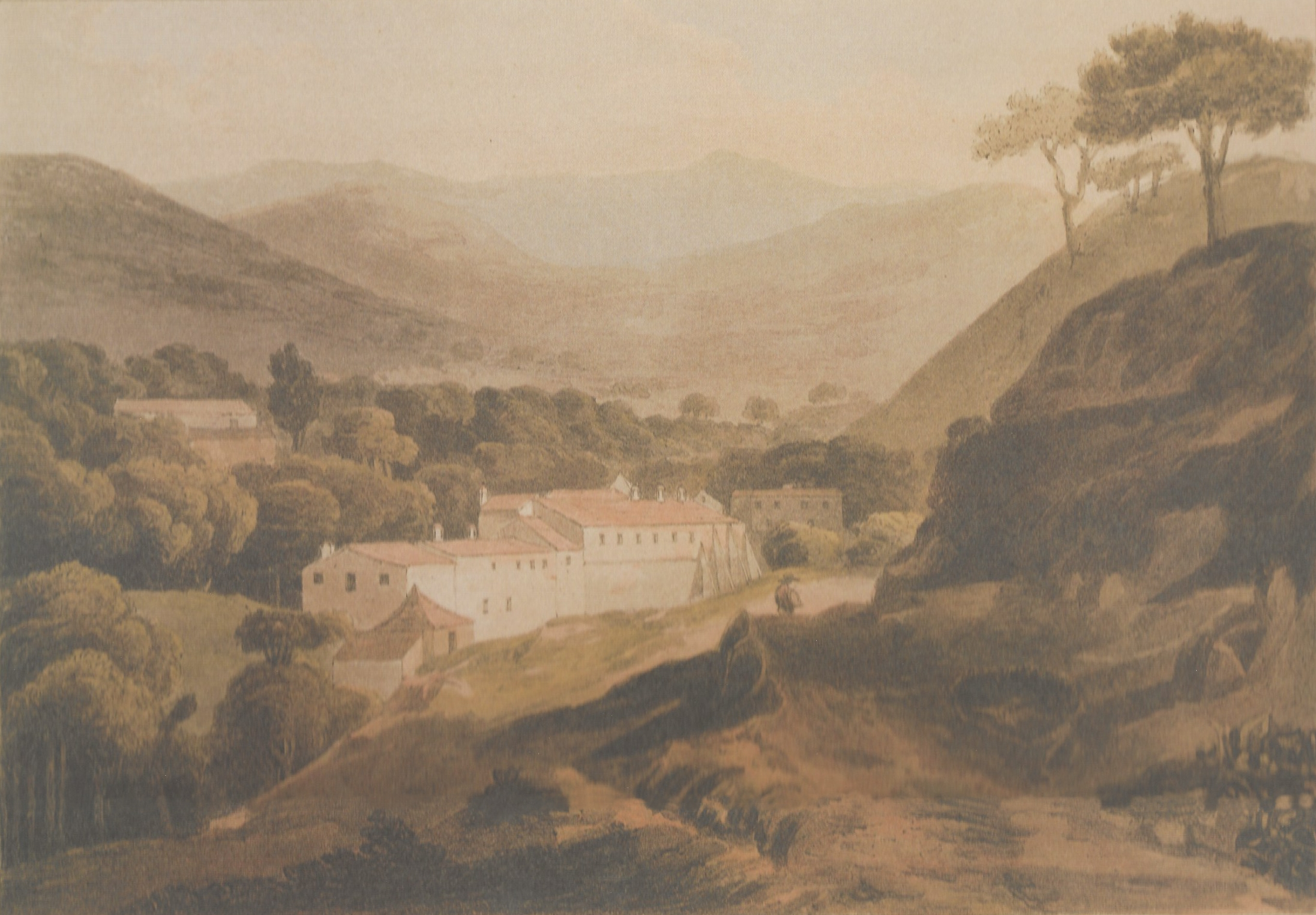
Gravat de Caldas de Monchique, de principis del XIX, de George Landmann

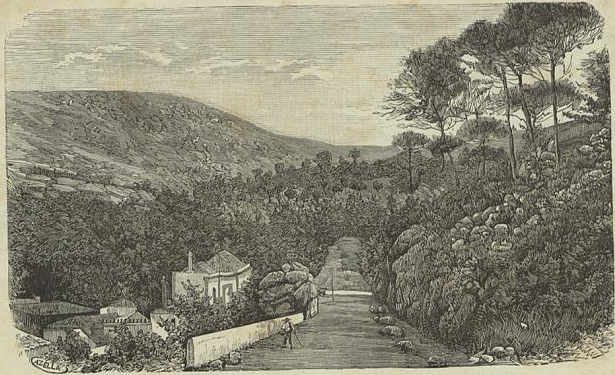
Gravat de Caldas de Monchique, en la revista El Occidente núm. 355, de 1888

### Segles XVII a XIX
Aquest incident tacà la reputació de les termes de Monchique, que foren oblidades durant anys, i reviscolaren gràcies als esforços d'alguns bisbes de l'Algarve.(4) Les primeres grans obres les realitzà Simão da Gama, que hi inaugurà al 1692 una infermeria. Aquest fet es registra en una inscripció de l'antic establiment termal: «Aquesta obra manà fer D. Simão da Gama, bisbe d'aquest regne. Era de 1692.». Posteriorment hi destaquen les intervencions del cardenal Pereira el 1731, Lourenço de Santa Maria e Melo el 1785, i Francisco Gomes do Avelar el 1815, que hi construí nous allotjaments i reparà l'hospital. La idea de construir edificis de teràpia i allotjament junt a fonts termals, com a ajut social a les classes més empobrides, seguí una tradició que començà en els primers anys de la independència nacional.
El 1773 Monchique fou elevada a la categoria de vila per un decret del rei Josep I, en part a causa de l'existència de l'«establiment de banys, on acudeixen per any més de mil persones, per en aquell indret troben remei als seus mals. […] I perquè per arribar-hi des de l'antiga seu del municipi [Silves] cal recórrer cinc llegües de camins escabrosos, de tant en tant infestats de lladres, apartats de la resta del país, pel mig de la serra quasi inaccessible de Monchique».(4)
En la dècada de 1820, el bisbe António de Figueiredo s'interessà per les termes, i en canvià la normativa el 1829, però just el 1833 gran part dels béns de la mitra els retirà el govern liberal, que l'any següent passaren a responsabilitat de l'alcalde de l'Algarve, Jerónimo Carneiro.(4) Després Caldas de Monchique restà sota responsabilitat dels governadors civils de Faro, i es creà un règim de pagaments per l'aigua, banys i allotjament.(5) La situació d'abandó començà a canviar el 1860, sota ordre del governador Albí de Abranches, amb la construcció d'una hostatjaria, tot i que encara en dolentes condicions, i la instal·lació d'un saló que era utilitzat pels visitants per ballar i reunir-se.(5)
Posteriorment, el governador José de Beires feu millores en l'estança termal, i va modificar la normativa, substituint l'administració dels pares proveïdors per directors mèdics.(16) Aquests foren Jerónimo Augusto de Bivar Gomes da Costa el 1871, Frederico Lázaro Cortes entre 1872 i 1876, Quirino Tadeu de Almeida entre 1877 i 1878, António Frederico Gomes de 1879 a 1881 i de 1887 a 1891, i Joâo Bentes Castelo-Branco entre 1882 i 1886.(4) Durant el període en què fou administrada per directors mèdics, Caldas de Monchique tingué importants progressos, tot i els reduïts recursos financers de què disposaven.(4) 
No obstant això, el 1892 el governador de l'Algarve alterà novament el sistema de gestió d'aigües, i substituí els metges per un administrador, subordinat a interessos polítics.(4) Aquest procés va tenir un impacte molt negatiu, al 1894 el governador, Pereira da Cunha, demanà autorització al govern per vendre l'edifici de les termes de Monchique i els seus annexos.(4) D'aquesta forma, el 30 de desembre d'aquest any adjudicaren les termes a Joan Bentes de Castelo-Branco per un període de 75 anys.(4) El 1888, l'edifici de l'hospital estava organitzat al voltant d'un corredor, i en un costat hi havia cambres per a pacients, i a l'altre una infermeria per a pobres.(15) La sala dels banys contenia tres piscines, amb capacitat per a cinquanta malalts.(15)

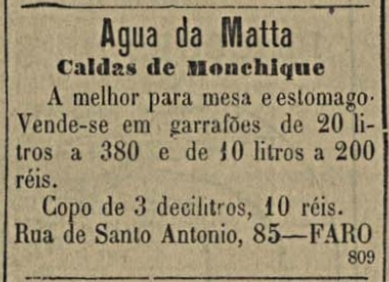
Publicitat de 1913 de l'empresa Agua da Matta, que venia aigua embotellada de Caldas de Monchique

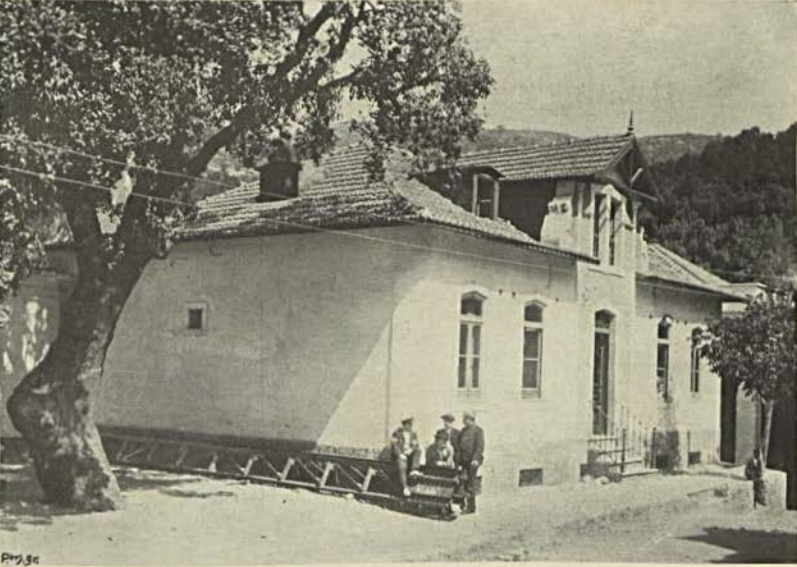
Fotografia de l'Hotel Central, en la transició al segle XX

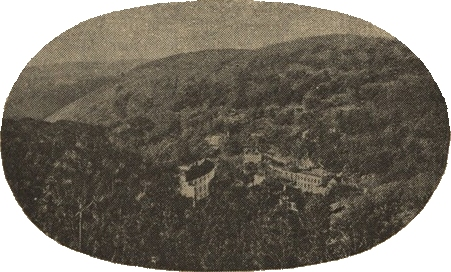
Fotografia de Caldas de Monchique, en la Revista de Turismo núm. 70, de 1919

### Segle XX
Sota la gestió de Castelo-Branco, les termes van conéixer una nova fase de progrés: s'hi instal·là un camp de jocs, dos hotels i un casino.(5)
 El 5 de febrer de 1918, la Revista de Turismo anunciava que estaven quasi conclosa una carretera entre Monchique i la línia ferroviària del Sud.

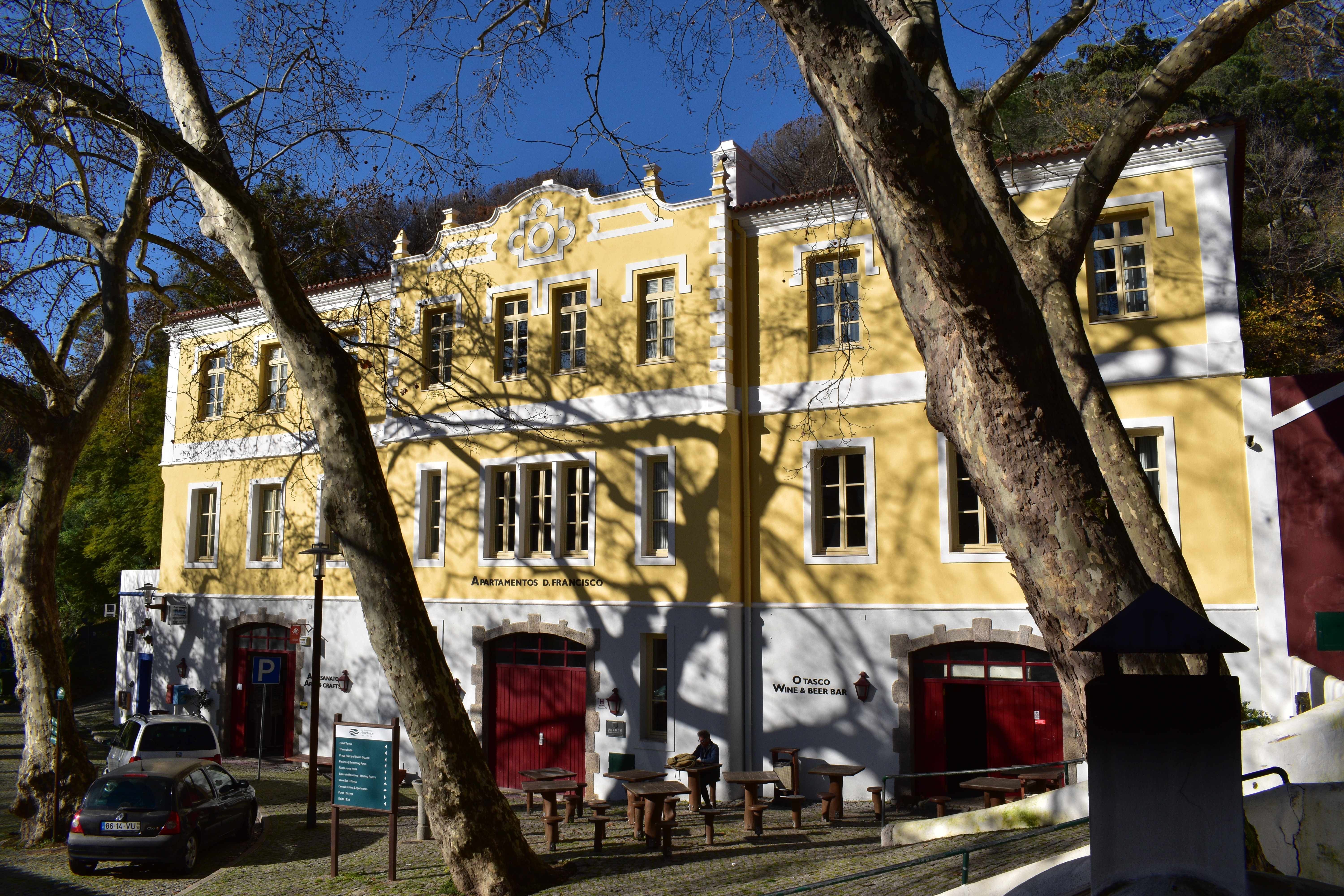
Edifici de l'Hostatjaria Nova, el 2020

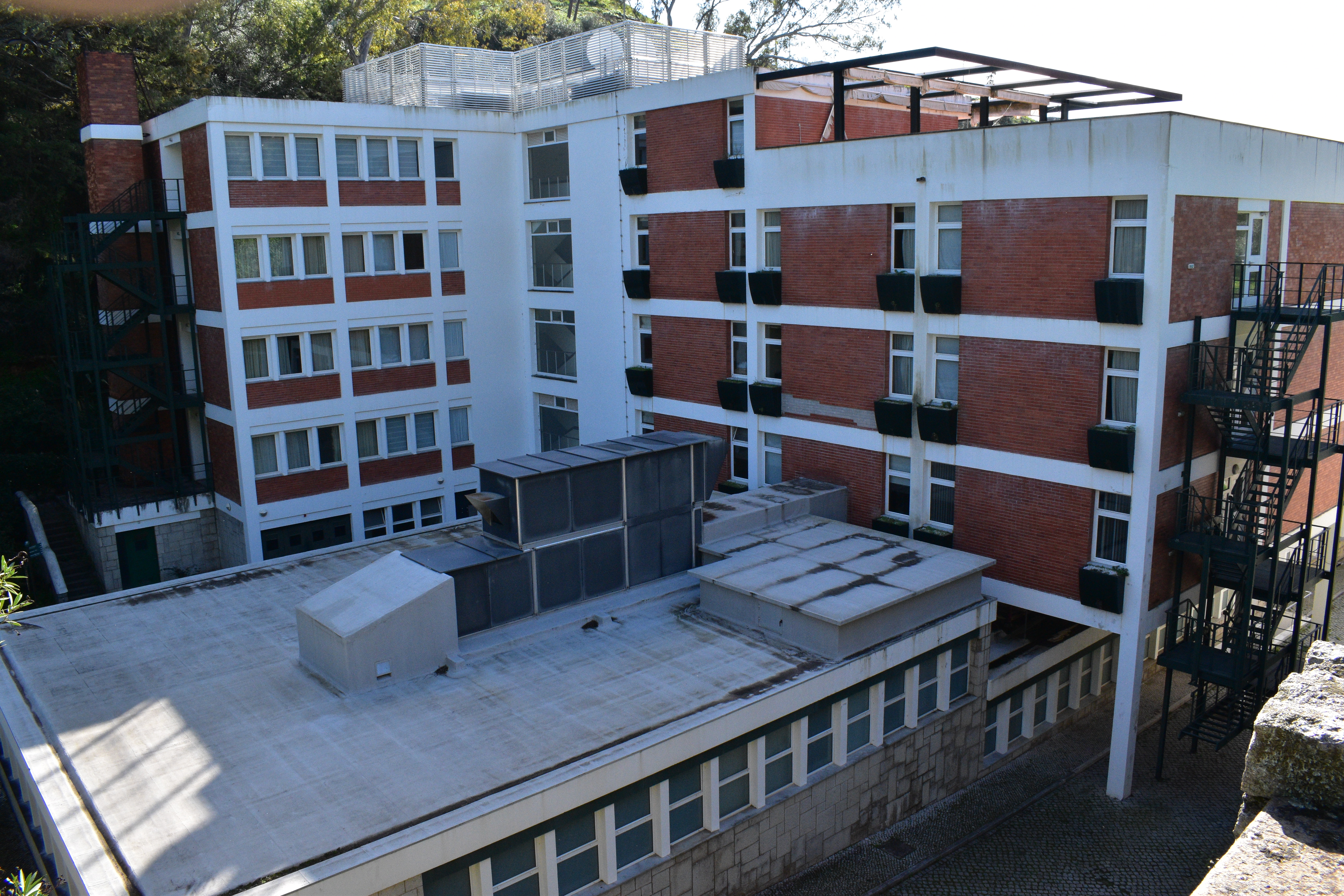
Edifici de l'Hotel Termal, planejat a mitjans del XX, originàriament per a servir com a hospital

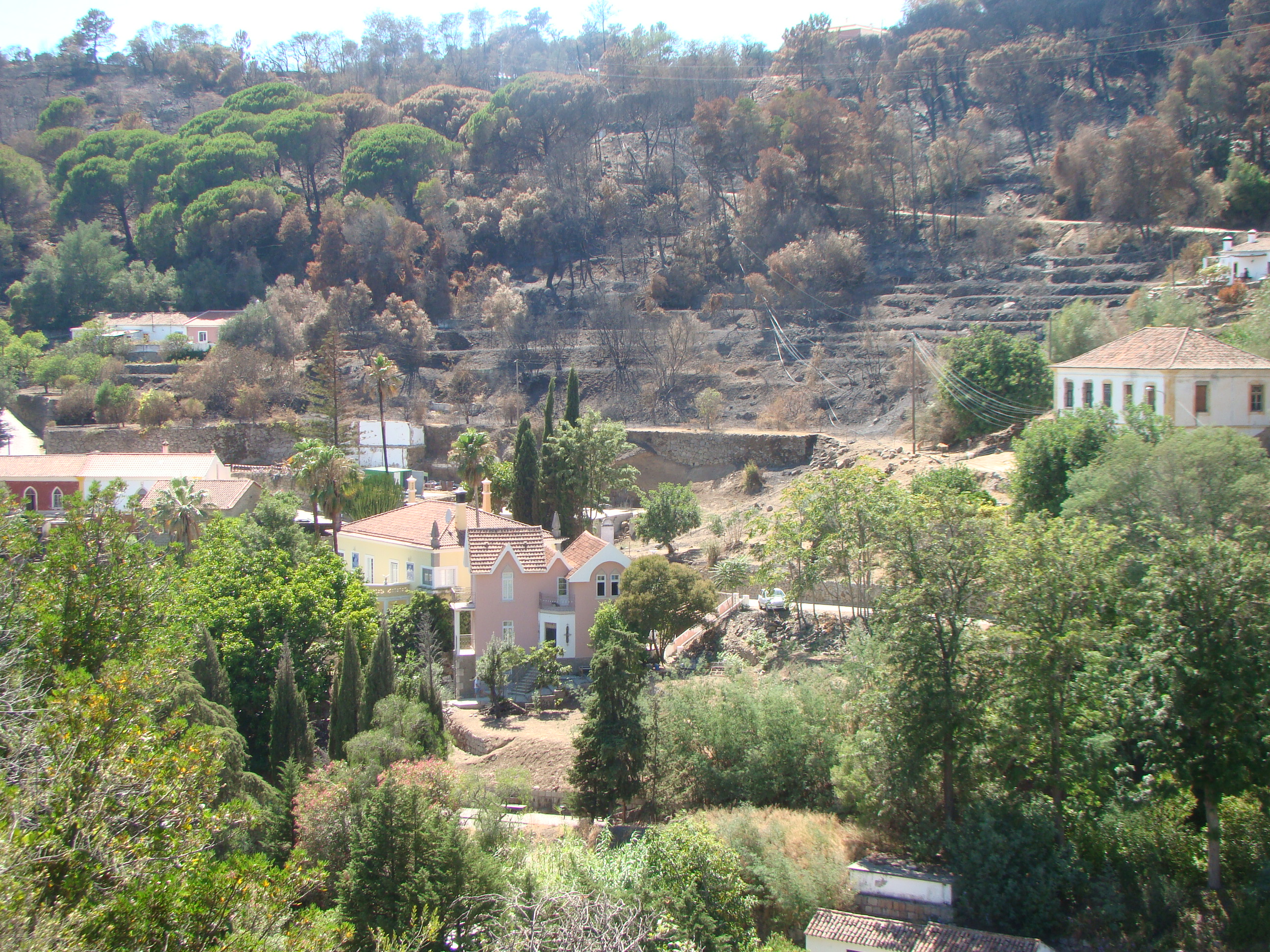
Complex de Caldas de Monchique el 14 d'agost de 2018, hi són visibles els efectes del gran incendi forestal que devastà el municipi entre 3 i 10 d'agost

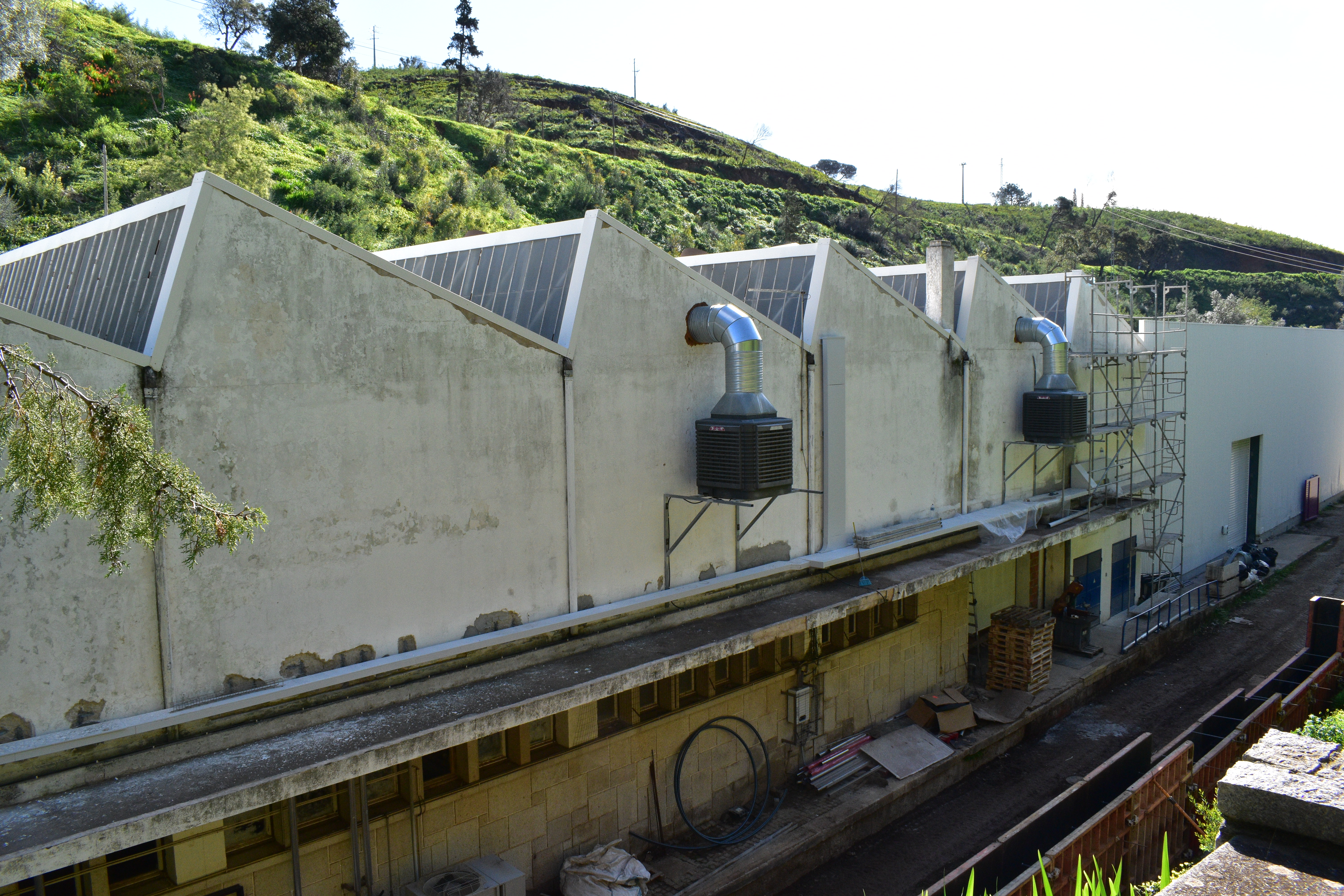
Fàbrica d'embotellat de l'Aigua de Monchique, febrer de 2020

## Galeria

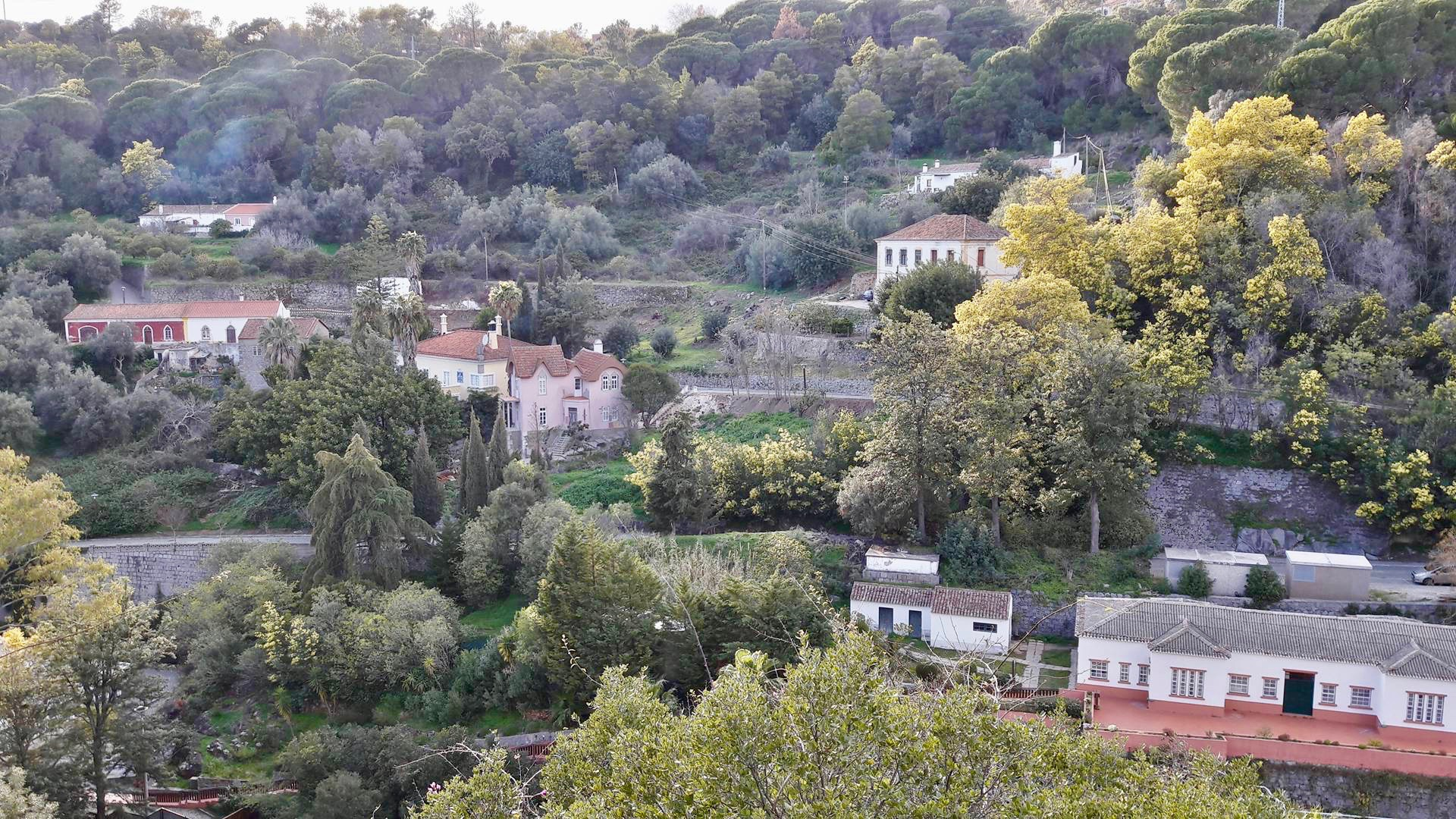
Vista general
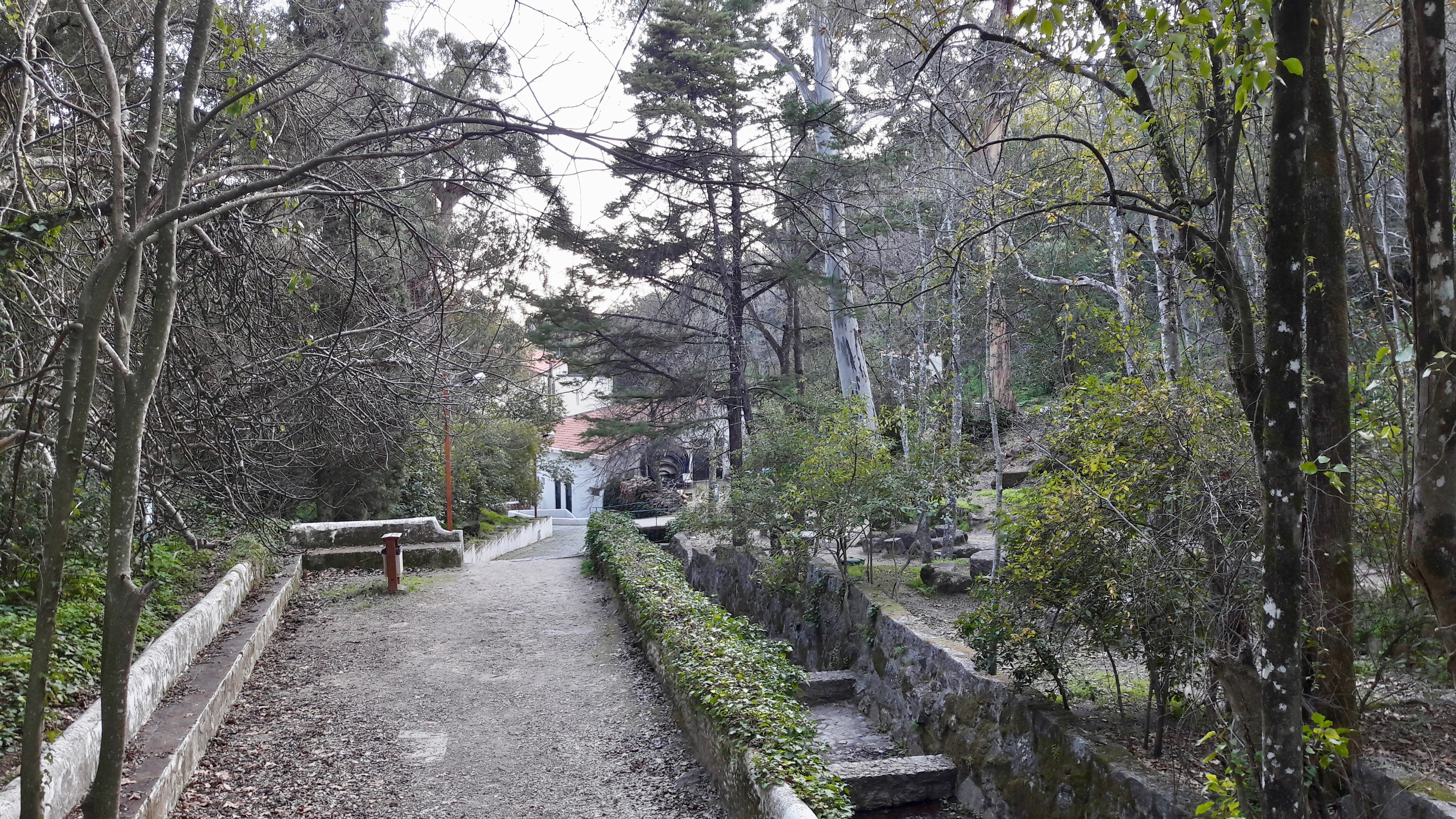
Arvoredo en les Caldas de Monchique